# Бриџ Сити (Луизијана)
Бриџ Сити (енгл. Bridge City) насељено је место без административног статуса у америчкој савезној држави Луизијана.

## Демографија
По попису из 2010. године број становника је 7.706, што је 617 (-7,4%) становника мање него 2000. године.
| Група             | 2000.         | 2010.         |
| Белци             | 3.546 (42,6%) | 2.700 (35,0%) |
| Афроамериканци    | 3.958 (47,6%) | 3.816 (49,5%) |
| Азијати           | 328 (3,9%)    | 315 (4,1%)    |
| Хиспаноамериканци | 371 (4,5%)    | 884 (11,5%)   |
| Укупно            | 8.323         | 7.706         |